# 2004 en Russie
Cet article présente les faits marquants de l'année 2004 en Russie.

## Évènements
- 6 février : attentat terroriste dans le métro de Moscou ; 43 morts.
- 14 mars :  Vladimir Poutine est réélu président de la Russie.
- 31 août : une attaque suicide tchétchène dans le métro de Moscou fait 10 morts et 60 blessés.
- 1er septembre : prise en otage d'un millier d'enfants dans une école de Beslan en Haute-Ossétie par 35 combattants tchétchènes.
- 3 septembre : assaut des forces de sécurité russe dans l'école de Beslan. 31 des 35 preneurs d'otages sont tués. On recense plus de 335 morts parmi les otages et les forces de l'ordre.

- Fin 2004, la Russie compte 143,5 millions d'habitants contre 148 millions il y a dix ans sur le même territoire.